# Lozove (Crimea)
|  | Per a altres significats, vegeu «Lozóvoie». |

Lozove (en ucraïnès: Лозове, en rus: Лозовое, Lozovoie) és un poble de la República Autònoma de Crimea a Ucraïna, ocupada per Russia, que el 2014 tenia 1.889 habitants. Pertany al districte de Simferòpol.